# Глодоси
Глодо́си (в 1750-1784 рр. — Сухий Ташлик) — село в Україні, центр Глодоської сільської громади Новоукраїнського району Кіровоградської області. Населення становить 1943 осіб. Орган місцевого самоврядування — Глодоська сільська рада.

## Історія
На околиці села розкопано курган доби бронзи (II тисячоліття до н. е.) та знайдена кам'яна баба кочівників XI—XIII ст. Визначною археологічною пам'яткою є поховання з трупоспаленням воєначальника VIII ст. н. е. з дорогоцінною зброєю та великою кількістю нагрудних прикрас.
У письмових джерелах населений пункт згадується під 1750 роком. Перші поселенці, вихідці з Молдавії, назвали його Сухим Ташликом. У 1754—59 й 1761—64 посеення було сотенною слободою Новослобідського козацького полку, з 1764 року — шанцем Єлисаветградського пікінерського полку, а з початку 70-х років тут розміщено роту Молдавського гусарського полку. 1784 року село перейменовано на Глодоси. 1787 року тут було 70 дворів, у них мешкало 286 осіб чоловічої статі. Населення — переважно державні селяни — займалося хліборобством, скотарством, рибальством.
1821 року в Глодосах розташувалася 3-я Українська уланська дивізія. Місцевих жителів було перетворено на військових поселенців.
Станом на 1886 рік у містечку, центрі Глодоської волості Єлисаветградського повіту Херсонської губернії, мешкало 5343 особи, налічувалось 1116 дворових господарств, існували 2 православні церкви, школа, 2 лавки, відбувались базари по п'ятницях.
Зі спогадів Никифора Авраменка у 1920 році під час Першого зимового походу Армії УНР до їхнього полку з села Глодоси влучилось коло 60 молодих озброєних хлопців під проводом Недайкаші. Пізніше цей загін поповнився та розвернувся в курінь Низових запорожців, був дружнім і бойовим, а Недайкаша — добрим командиром.

## Населення
Згідно з переписом УРСР 1989 року чисельність наявного населення села становила 3186 осіб, з яких 1403 чоловіки та 1783 жінки.
За переписом населення України 2001 року в селі мешкали 2724 особи.

### Мова
Розподіл населення за рідною мовою за даними перепису 2001 року:
| Мова       | Відсоток |
| ---------- | -------- |
| українська | 96,77 %  |
| молдовська | 1,95 %   |
| російська  | 0,99 %   |
| білоруська | 0,07 %   |
| болгарська | 0,04 %   |

## Відомі люди
- Безтака Анатолій Петрович (* 1957) — український журналіст.
- Недайкаша Василь Денисович — сотник Армії УНР.[7]
- Мелешко Фотій Минович — майор Армії УНР, український письменник.
- Могила Семен Андрійович — український розвідник та підпільник, старшина Армії УНР.
- Масенко Терентій Германович — український журналіст, поет, перекладач.
- Михайлик Михайло Карпович — український військовий діяч, поручик авіації флоту УНР, учасник бою під Крутами.
- Прядько Левко Федотович — старшина Армії УНР, учасник бою під Крутами.
- Страшнова Поліна Антонівна — український прозаїк, вчителька.
- Гайда Лариса Анатоліївна — український педагог, музеєзнавець, Почесний краєзнавець України, керівник музею історії освіти Кіровоградщини.
- Степаненко Денис Олексійович (1.09.85 - 18.11.2022) — військовослужбовець  Збройних сил України, учасник російсько-української війни, що загинув у ході російського вторгнення у 2022 році.
- Сергієнко Валентин Анатолійович (14.02.2003 - 26.04.2022) — військовослужбовець Збройних сил України, учасник російсько-української війни, що загинув у ході російського вторгнення у 2022 році.
- Комар Олег Миколайович (19.01.1981 - 17.03.2023) — військовослужбовець ЗСУ, загинув під час виконання бойового  завдання в бою за Україну, її свободу і незалежність.
- Чихічин Микола Васильович (02.08.1991 - 15.05.2023) — військовослужбовець Збройних сил України, учасник російсько-української війни, загинув під час виконання бойового завдання.
- Подопригора Дмитро Федорович (16.03.1985 - 18.06.2023) — військовослужбовець ЗСУ, загинув під час виконання бойового  завдання в бою за Україну, її свободу і незалежність.